# 扎爾達帕嶺
63°36′30″S 57°41′34″W / 63.60833°S 57.69278°W

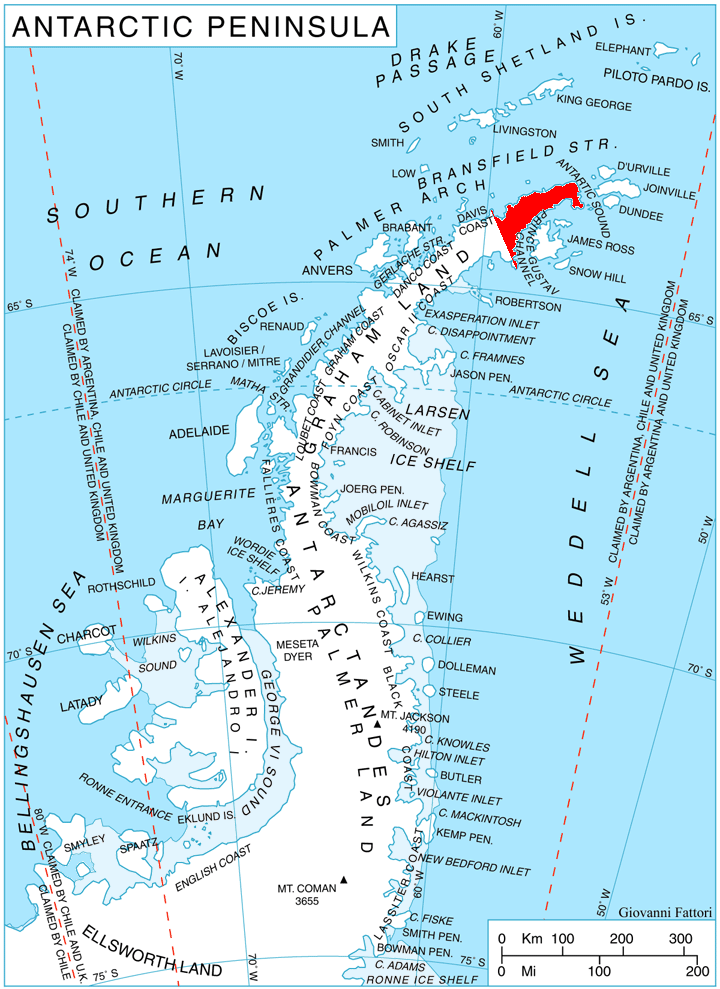

扎爾達帕嶺是南極洲的山嶺，位於葛拉漢地，長4.6公里、寬1.7公里，處於亞伯冰原島峰以南7.06公里，該山嶺以保加利亞東北部城鎮命名。

## 外部連結
- Trinity Peninsula. Scale 1:250000 topographic map No. 5697. Institut für Angewandte Geodäsie and British Antarctic Survey, 1996.